# Peter Kay
Peter John Kay, né le 2 juillet 1973 à Farnworth, dans le Lancashire (Royaume-Uni) est un comédien, acteur, écrivain et réalisateur anglais. Il a écrit, produit, réalisé et joué dans plusieurs projets télévisuels et cinématographiques, et a écrit trois livres. Né et élevé à Farnworth, il étudie la performance médiatique[Quoi ?] à l'université de Salford,. L'une de ses œuvres remarquables est la participation au doublage en anglais de Grand Chris et Silver dans Roary, la voiture de course.